# Souk El Khemis
Souk El Khemis là một đô thị thuộc tỉnh Bouira, Algérie. Dân số thời điểm năm 2002 là 8.039 người.